# Pternistis leucoscepus
Il francolino golagialla (Pternistis leucoscepus (G. R. Gray, 1867)) è un uccello galliforme della famiglia dei Fasianidi originario dell'Africa orientale.

## Descrizione

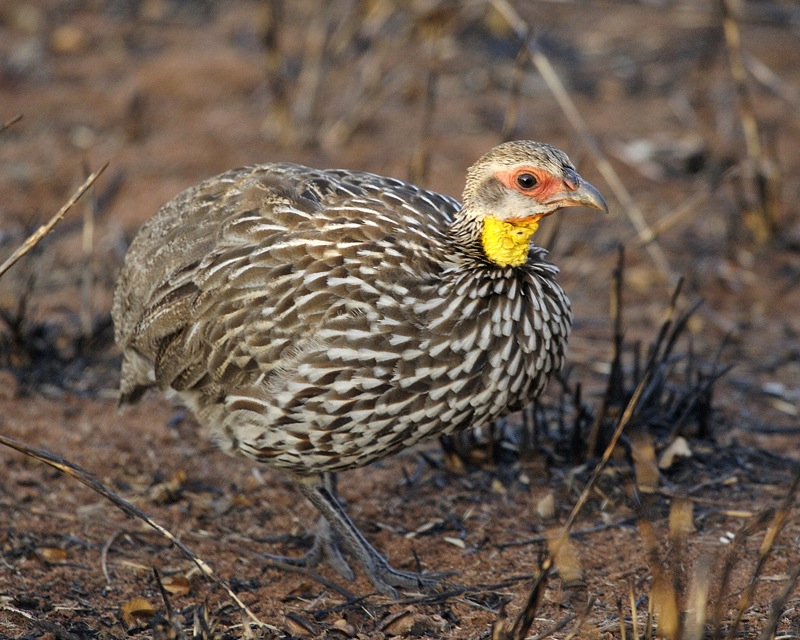
Esemplare nel parco nazionale di Tsavo East (Kenya).

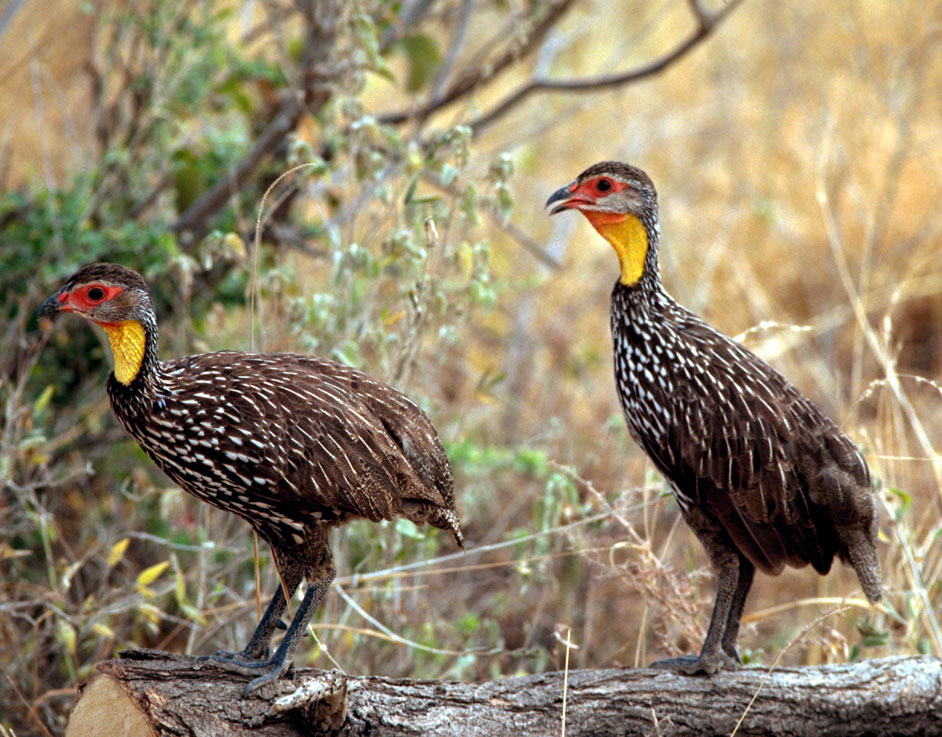
Coppia di francolini golagialla.

### Dimensioni
Misura 33-36 cm di lunghezza, per un peso di 615-896 g nel maschio e di 400-615 g nella femmina.

### Aspetto
Questa specie ha il becco nero con la base rossa, l'iride marrone e le zampe nero-brunastre. Una zona di pelle nuda rossa orna il contorno dell'occhio. La pelle nuda gialla del mento prosegue fino alla gola, dove assume una tinta arancio con un sottile bordo scuro. I sessi sono identici, ma la femmina è più piccola ed è priva di speroni. Il maschio, al contrario, presenta due speroni sui tarsi.
Negli adulti, il cappuccio è bruno-grigiastro, il sopracciglio è bianco, le copritrici auricolari sono grigio chiaro. Il collo, il petto, le parti inferiori e la mantellina sono di colore marrone scuro con ampie striature longitudinali bianche o camoscio e una sfumatura camoscio sui fianchi. Il resto delle parti superiori è marrone-oliva opaco. La superficie interna delle primarie, color camoscio chiaro, forma una macchia chiaramente visibile quando l'uccello è in volo.
I giovani hanno un piumaggio più opaco e parti inferiori ricoperte da strisce più grigie e più strette. Le parti superiori sono inoltre maggiormente vermicolate di camoscio. Le parti nude intorno all'occhio e alla gola sono di un colore meno vistoso.

### Voce
I francolini golagialla emettono le loro vocalizzazioni all'alba, a partire da un piccolo monticello di terra o dal ramo inferiore di un albero. Il richiamo di avvertimento è abbastanza simile a quello di altri francolini dal collo nudo, sebbene sia più basso di quello del francolino golarossa. È un ko-waaark, ko-waaark, ko-weeark potente, profondo e stridente. Talvolta è possibile udire anche una serie più prolungata, ma più debole verso la fine, ko-weerrk, kweeerrk-kweerk-kwarr-karr-karr.

## Biologia

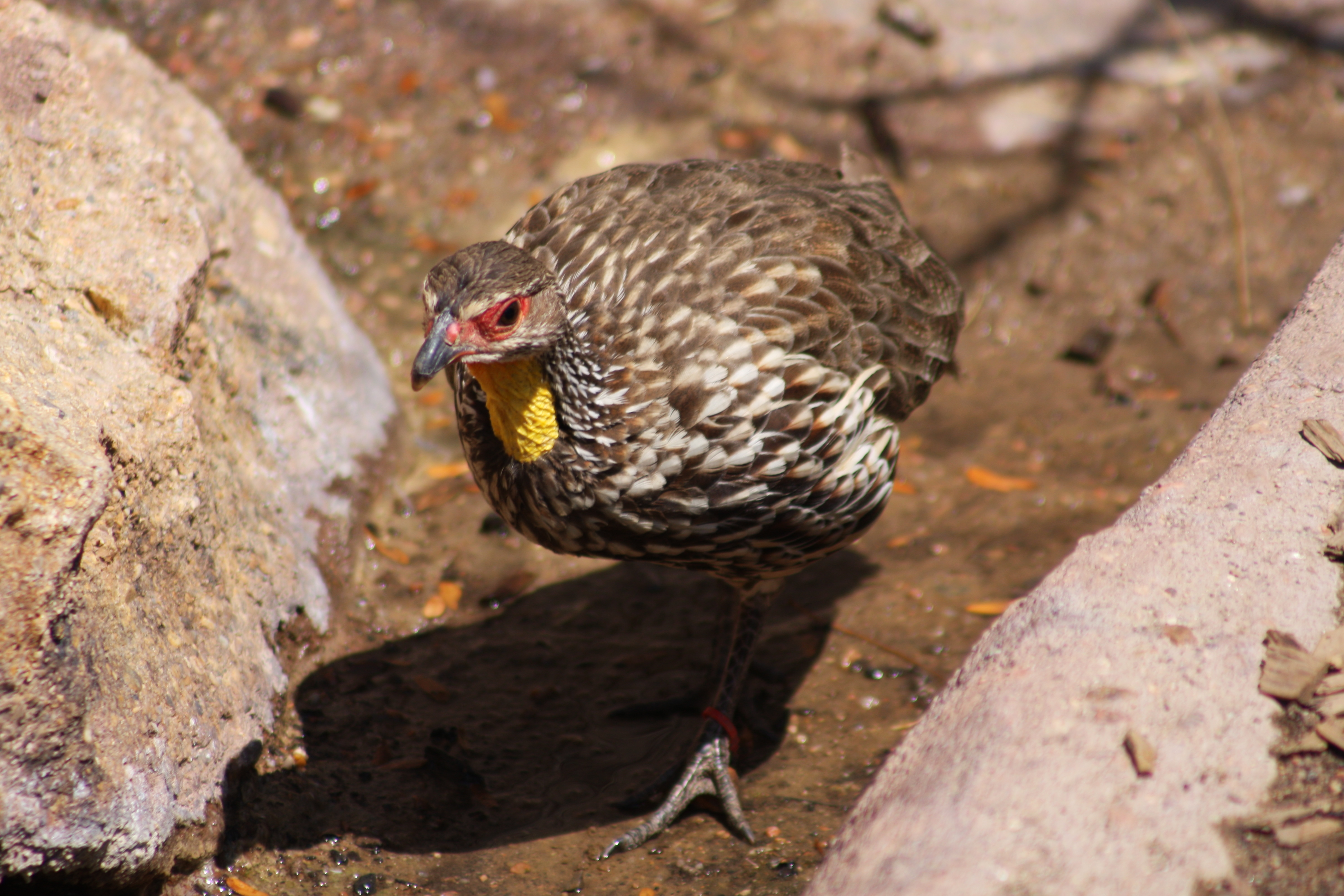
Esemplare allo zoo di Denver (USA).

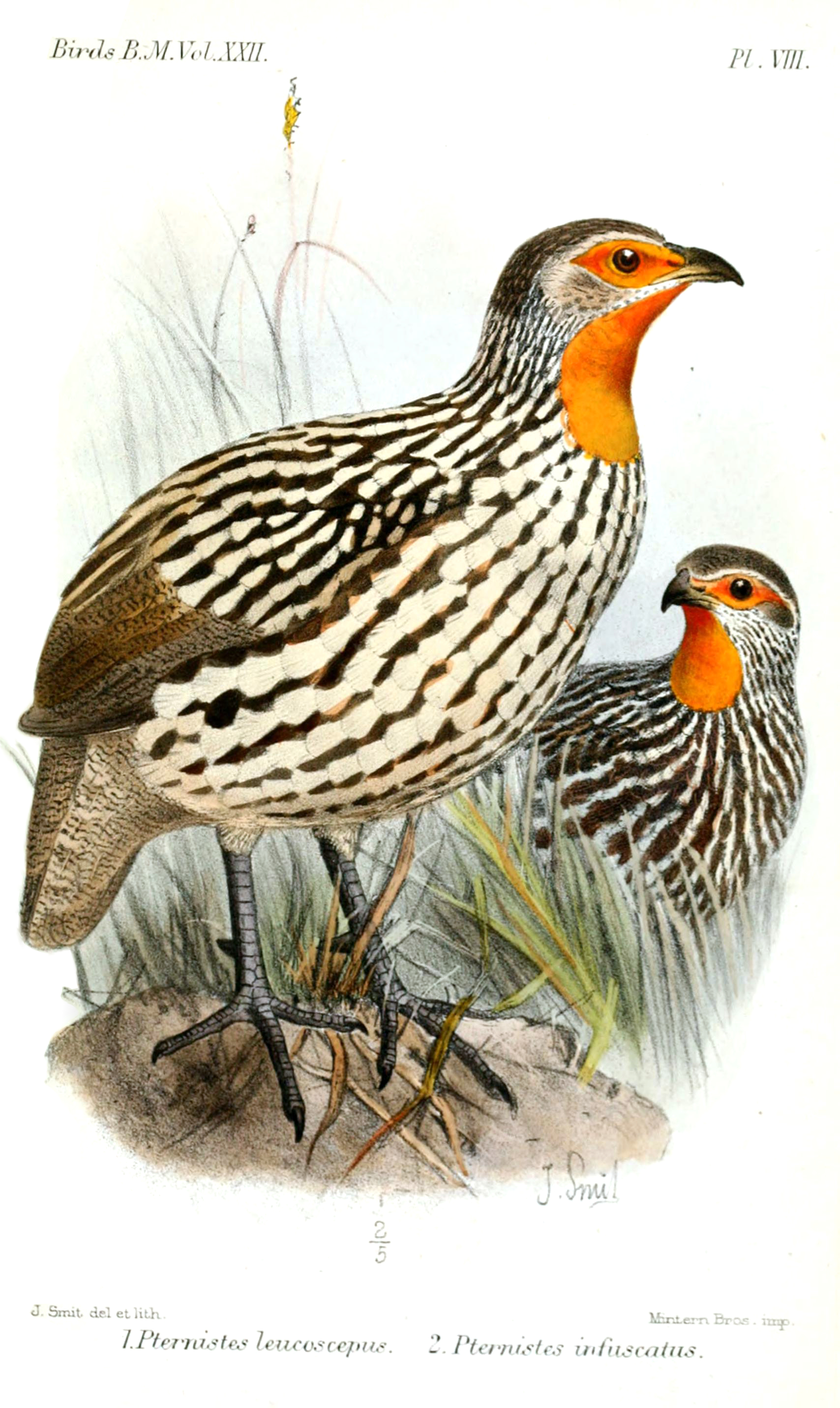
Illustrazione di Joseph Smit (1893).

I francolini golagialla vivono abitualmente in coppie o in piccole bande, ma dove le risorse sono abbondanti è possibile osservare gruppi di maggiori dimensioni.
Questi uccelli preferiscono rimanere al riparo della boscaglia. Al mattino presto e la sera, tuttavia, possono avventurarsi in spazi più aperti, soprattutto nelle zone coltivate ove vi siano dei cespugli. È facile incontrarli lungo piste polverose, soprattutto quando il tempo è piovoso, e sembrano evitare le zone di vegetazione umida. I francolini golagialla seguono spesso grandi mammiferi come gli elefanti e frugano nelle loro deiezioni alla ricerca di semi che non sono stati digeriti.
Il più delle volte, questi gallinacei cercano scampo correndo al riparo tra i cespugli, ma quando si sentono veramente minacciati si alzano volentieri in volo e trovano rifugio sugli alberi per sfuggire ai predatori. I francolini golagialla riposano su piccoli arbusti e sui rami più bassi degli alberi, dove trovano anche riparo dal sole nei momenti più caldi della giornata.

### Alimentazione
I francolini golagialla sono uccelli terricoli. Vanno in cerca di cibo da soli, ma talvolta, quando le risorse sono abbondanti, anche in gruppi plurispecifici, marciando tranquillamente sul terreno e cercando di localizzare ciò di cui hanno bisogno. La loro dieta è mista e comprende piccoli insetti, semi e vegetali di ogni tipo.

### Riproduzione
Come la maggior parte dei francolini africani, il francolino golagialla è monogamo. In gran parte dell'areale, il periodo di nidificazione ha luogo da gennaio a giugno, in coincidenza con la fine della stagione delle piogge e l'inizio della stagione secca.
In Tanzania, il francolino golagialla può nidificare praticamente in tutti i mesi dell'anno. Questo uccello gratta con le zampe una piccola depressione sul terreno, lasciandola pressoché priva di rivestimento, ad eccezione di alcuni steli d'erba e di alcune piccole piume di forma bizzarra. La femmina depone da 3 a 8 uova. Talvolta in un nido è possibile trovare fino a 17 uova, ma questo si deve ovviamente a due femmine che hanno deposto nello stesso sito. Le uova sono di color crema o camoscio roseo con macchie più scure. Non abbiamo alcuna informazione riguardo alla durata d'incubazione e alle cure parentali.

## Distribuzione e habitat
I francolini golagialla sono originari delle regioni orientali del continente africano, dall'Eritrea e dalla Somalia fino agli altopiani della Tanzania centro-settentrionale. Per inciso, il loro areale comprende l'Etiopia meridionale (fatta eccezione per i massicci montuosi più alti), l'estremità sud-orientale del Sudan del Sud, l'Uganda nord-orientale e la maggior parte del Kenya (salvo le zone più umide delle regioni occidentali e orientali del paese). Le popolazioni della parte orientale dell'areale presentano spesso parti inferiori color marrone chiaro che le distinguono leggermente dagli esemplari standard. Sono state anche descritte numerose varianti geografiche - tokora, oldowai, infuscatus, kilimensis, keniensis, holtermulleri e muhamedbenabdullah -, ma le differenze che le contraddistinguono non sono sufficientemente pronunciate e questi taxa non sono considerati validi. Il francolino golagialla continua pertanto ad essere classificato come specie monotipica.
I francolini golagialla frequentano le savane arbustive secche e le pianure in cui crescono boschetti sparsi di acacie e di arbusti. In generale, preferiscono le zone semi-aride, ma in certe regioni occupano le zone di vegetazione relativamente lussureggiante e i margini delle foreste, come nel caso del Kenya. Laddove questi uccelli condividono l'areale con i francolini pettogrigio (Pternistis rufopictus) e i francolini golarossa (Pternistis afer), essi vengono respinti negli habitat più aridi. I francolini golagialla si incontrano dal livello del mare fino a 2 400 metri d'altitudine.

## Conservazione
Secondo BirdLife International, l'areale della specie è leggermente superiore a 2 milioni di chilometri quadrati. La popolazione complessiva non è mai stata quantificata, ma sta diminuendo a causa della caccia intensiva in certe regioni e dell'impatto negativo delle attività umane sull'habitat. In alcune località, assistiamo a una drastica diminuzione del numero di esemplari, ma altrove questo uccello è in grado di adattarsi alle attività agricole. È del tutto assente solamente nelle aree fortemente urbanizzate.